# Håkantorp, Kävlinge kommun
Håkantorp är en bebyggelse norr om Löddeköpinge i Kävlinge kommun. Vid SCB:s ortsavgränsning 2020 klassades bebyggelsen som en småort.